# Triangle Point
Der Triangle Point (englisch für Dreiecksspitze, in Argentinien Punta Triángulo) ist eine Landspitze an der Südwestküste von Greenwich Island im Archipel der Südlichen Shetlandinseln. Er liegt 2,5 km nordwestlich des Spit Point und ragt in die McFarlane Strait.
Wissenschaftler der britischen Discovery Investigations kartierten ihn 1935 und verliehen ihm seinen deskriptiven Namen.